# Tantillita
Genre
Tantillita est un genre de serpents de la famille des Colubridae.

## Répartition
Les espèces de ce genre se rencontrent en Amérique centrale.

## Liste des espèces
Selon The Reptile Database (14 mars 2012) :
- Tantillita brevissima (Taylor, 1937)
- Tantillita canula (Cope, 1876)
- Tantillita lintoni (Smith, 1940)

## Publication originale
- Smith, 1941 : A new genus of Central American snakes related to Tantilla. Journal of the Washington Academy of Science, vol. 31, n. 3, p. 115-117.